# Merismo
Il merismo è una figura retorica che consiste nell'indicare qualcosa tramite l'elencazione delle sue parti o delle caratteristiche. La parola deriva dal greco antico: "meros"= parte, da cui "merismos"= divisione, ripartizione, definizione.
Nello studio della Bibbia e in genere della letteratura semitica si intende con "merismo" l'esprimere la totalità di qualcosa tramite l'indicazione di due parti estreme e contrapposte: per esempio "il cielo e la terra" per indicare l'universo intero. In questo caso "merismo" ha lo stesso significato di "espressione polare".
Altri esempi biblici sono: "Io sono l'Alfa e l'Omega, il Primo e l'Ultimo, il Principio e la Fine" (Ap 22,13), "la notte e il giorno" (Sal 88,2), "il bene e il male" (Gen 3,5), ecc.